# Lasaia lalannei
Espèce
Lasaia lalannei est une espèce d'insectes lépidoptères (papillons) de la famille des Riodinidae et du genre Lasaia.

## Dénomination
Lasaia lalannei a été décrit par l'entomologiste français Jean-Yves Gallard en 2008.

## Écologie et distribution
Lasaia Jean-Yves Gallard n'est présent qu'en Guyane.

### Biotope
Il réside en Guyane, route de Kaw.